# فرانز إيغون فون فورستينبيرغ
فرانز إيغون فون فورستينبيرغ (بالألمانية: Franz Egon von Fürstenberg-Heiligenberg)‏ (و. 1626 – 1682 م) هو قسيس، وأسقف كاثوليكي ألماني، ويحمل رتبة عسكرية فريق أول، توفي في كولونيا، عن عمر يناهز 56 عاماً.

## مناصب
تولى منصب أسقف ستراسبورج (1663–1682)
- أسقف ميتز  [لغات أخرى]‏ (1658–1663)[3]
- أسقف كاثوليكي

.
| المناصب السياسية                      | المناصب السياسية           | المناصب السياسية                   |
| ------------------------------------- | -------------------------- | ---------------------------------- |
| سبقه أرشيدوق ليوبولد فيلهلم من النمسا | أسقف ستراسبورج 1663 - 1682 | تبعه Wilhelm Egon von Fürstenberg ‏ |
| سبقه جول مازاران                      | أسقف ميتز ‏ 1658 - 1663     | تبعه Wilhelm Egon von Fürstenberg ‏ |